# Cordylochernes angustochelatus
Cordylochernes angustochelatus es una especie de arácnido del orden Pseudoscorpionida de la familia Chernetidae.

## Distribución geográfica
Se encuentra en Panamá.